# Es ist ein Schnitter, heißt der Tod
«Es ist ein Schnitter, heißt der Tod» (в переводе с нем. — «Вот жнец, имя его — Смерть») — немецкая народная песня. Зародившись в католической среде, впервые была опубликована в XVII веке. Обработкой произведения занимались такие немецкие композиторы, как Роберт Шуман, Иоганнес Брамс, Юлиус Рёнтген. В первой половине XX века появились и некатолические интерпретации песни.

## Происхождение и распространение
Самая ранняя из сохранившихся публикаций произведения датируется 1638 годом, когда вышло сразу два однолистных издания: одно содержало только «Es ist ein Schnitter», в другое была добавлена ещё одна песня. Вслед за первым — мюнхенским — выпуском, стали появляться многочисленные перепечатки: фрайбургская (1639), инсбрукская (1640), золотурнская (1667) и пр.
Как отмечает проф. Зигфрид Беккер, появлению подобных песен способствовала атмосфера Тридцатилетней войны, сопровождавшейся голодом, эпидемиями и значительным сокращением населения. Произведения такого рода выражали размышления верующих «о жизни после смерти». Сама смерть изображалась в подобных песнях в облике «жнеца с косой», известном, по крайней мере, со времён Чёрной смерти.
Уже первые издания произведения свидетельствовали в пользу его южнонемецкого происхождения. При этом, все ранние варианты народной песни зародились и бытовали в католической среде; о существовании их аналогов в протестантской культуре ничего не известно.
Пародии на произведение появились ещё в XVII веке. Песня была «переоткрыта» в начале XIX столетия поэтами А. фон Арнимом и К. Брентано и включена ими в первый том сборника «Волшебный рог мальчика» (1806). Позднее произведение неоднократно переиздавалось в составе различных песенников. Текст из собрания «Немецких народных песен» А. Кречмера (нем. Deutsche Volkslieder, 1840), как и его версия из «Музыкальной сокровищницы» Г. В. Финка (нем. Musikalischer Hausschatz, 1843), сопровождался мелодией, созданной композитором Луизой Райхардт. В сборник «Гитарный Ганс» (нем. Zupfgeigenhansl, 1910) песня вошла в сокращённом варианте из четырёх строф. К середине XX века были созданы и некатолические интерпретации произведения.

## Текст
| Erntelied | Песня о Жнеце Литературный перевод |
| --- | --- |
| Es ist ein Schnitter, der heißt Tod, Hat Gewalt vom höchsten Gott, Heut wezt er das Messer, Es schneidt schon viel besser, Bald wird er drein schneiden, Wir müssen's nur leiden. Hüte dich, schöns Blümelein! Was heut noch grün und frisch da steht, Wird morgen schon hingweggemäht: Die edlen Narzissen, Die Zierden der Wiesen, Die schön' Hyazinthen, Die türkischen Binden. Hüte dich, schöns Blümelein! Viel hunderttausend ungezählt, Was nur unter die Sichel fällt, Ihr Rosen, ihr Liljen, Euch wird er austilgen, Auch die Kaiser-Kronen Wird er nicht verschonen. Hüte dich, schöns Blümelein! Das himmelfarbe Ehrenpreis, Die Tulipanen gelb und weiß, Die silbernen Glocken, Die goldenen Flocken, Senkt alles zur Erden, Was wird daraus werden? Hüte dich, schöns Blümelein! Ihr hübsch' Lavendel, Rosmarein, Ihr vielfärbige Röselein. Ihr stolze Schwerdliljen, Ihr krause Basiljen, Ihr zarte Violen, Man wird euch bald holen. Hüte dich, schöns Blümelein! Trotz! Tod, komm her, ich fürcht' dich nicht, Trotz, eil daher in einem Schnitt. Werd' ich nur verletzet, So werd' ich versetzet In den himmlischen Garten, Auf den alle wir warten. Freu dich, du schöns Blümelein. | Вот жнец, и имя ему — Смерть, Небом послан он на твердь, Косу он наточит С ножом цвета ночи, Взмахнёт он косою — И тьма нас накроет: Поберегись, цветочек! Что ныне из земли растёт, То завтра наземь упадёт: Нарцисс белопенный, Степи украшенье, Рожок гиацинта С медовой начинкой… Поберегись, цветочек! Цвети, пока не упадёшь, Пока не попадёшь под нож: И лилия с розой, И рябчик восточный, Выдернут вас с корнем Из земли из чёрной, Поберегись, цветочек! Веро́ника, слеза небес, Тюльпан, у дня укравший блеск, Лесной колокольчик, Степной василёчек Поникли главами — Что станется с вами? Поберегись, цветочек! Лаванды куст и розмарин, И розы всех цветов зари, И и́рис надменный С души́цею светлой, Фиалки-сестрицы, Прощайтесь с землицей! Поберегись, цветочек! Прочь, Смерть, тебя я не боюсь, Прочь уноси косу свою! Тобою я ранен — Предстану пред раем, Чтоб уже в мире горнем Обрести свои корни: Радуйся, мой цветочек! |

## Критика
Как отмечает один из исследователей, образ смерти, косящей людей как снопы, использовался ещё в Библии. Персонификация смерти в облике «жнеца», косой срезающего цветы, получила особое развитие в Средневековье, во времена Чёрной смерти.
Песня, возникшая в XVII веке, повествует о «жнеце с косой», прихода которого не в силах избежать ни простые, ни «благородные» цветы (ирисы, лилии, тюльпаны и др.). Мотив растений и цветов, использованный в произведении, исторически восходит к символике Священного Писания. Аллегория впервые отступает на задний план в последней строфе, где исполнитель, отвечая «Жнецу», говорит от первого лица («Я»).
В XVIII веке, в эпоху позднего барокко и Просвещения, когда образ смерти подвергся переосмыслению, песня оказалась невостребованной. Интерес к ней возродился в начале следующего столетия, после публикации в сборнике «Волшебный рог мальчика».

## Обработки и интерпретации
Уже первые издания песни, вышедшие в 1638 году, содержали, помимо текста, нотную запись. В 1819 году Луиза Райхардт положила стихи на музыку. Обработки произведения для хора создавали такие композиторы, как Роберт Шуман (op. 75; 1849), Макс Регер (1864), Иоганнес Брамс (1899), Юлиус Рёнтген (1926).
Хуго Дистлер сочинил «Тему с двенадцатью вариациями для флейты соло» (нем. Thema mit zwölf Variationen für Flöte solo), вошешдую в состав его мотета «Пляска смерти». Песня звучит в опере Г. фон Эйнема и Б. Блахера «Смерть Дантона» (1947), поставленной по одноимённой драме Георга Бюхнера.